# Władysław Rothert

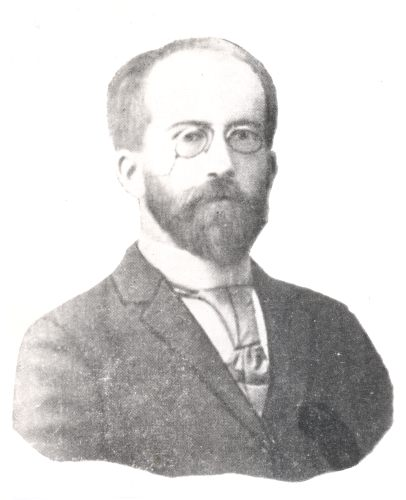
Władysław Rothert

Władysław Karol Rothert (ros. Карл-Владислав Адольфович Ротерт, ur. 25 lipca?/6 sierpnia 1863 w Wilnie, zm. 3 stycznia?/16 stycznia 1916 w Petersburgu) – polski i rosyjski botanik, podróżnik, profesor Uniwersytetu w Kazaniu, Uniwersytetu w Charkowie i Uniwersytetu w Odessie, brat Aleksandra Rotherta.

## Życiorys
Syn Gustawa Adolfa Rotherta (1828-1908) i Anieli z domu Strońskiej. Pochodził z rodziny ewangelicko-augsuburskiej, która przybyła na ziemie polskie w XIX wieku i osiedliła się w Kaliszu. Miał sześcioro młodszego rodzeństwa, m.in. brata Aleksandra (1870-1937) i Alfreda (1872-1926). 
Po ukończeniu szkoły średniej w Rydze wstąpił w 1880 roku na Uniwersytet w Dorpacie. Podczas studiów należał do Konwentu Polonia. W 1885 roku otrzymał tytuł doktora, po przedstawieniu dysertacji sporządzonej pod kierunkiem Russowa. Następnie wyjechał za granicę uzupełniać studia w Strasburgu u de Bary’ego, w Paryżu u Duclaux, i w Petersburgu u Famincyna. Po powrocie został Privatdozentem na Uniwersytecie w Kazaniu. Ponownie wyjechał za granicę, odbył studia u Pfeffera w Lipsku. W 1893 roku w Kazaniu uzyskał tytuł doktora. W 1897 mianowany profesorem nadzwyczajnym na Uniwersytecie Kazańskim. W Kazaniu działalność naukową utrudniał Rothertowi konflikt ze starszym od niego kierownikiem katedry, mykologiem Sorokinem. W 1897 roku Rothert przeniósł się na Uniwersytet Charkowski, w 1900 mianowany profesorem zwyczajnym. Od 1902 do 1908 roku profesor Imperatorskiego Uniwersytetu Noworosyjskiego w Odessie. Z powodów politycznych musiał opuścić katedrę; udał się wtedy w podróż na Cejlon i Jawę. W 1910 roku w Krakowie, jego kandydatura na profesora Uniwersytetu Jagiellońskiego nie została zaaprobowana przez Ministerstwo Oświaty w Wiedniu. W Krakowie pozostał do 1914 roku. Podczas I wojny światowej przebywał w Norwegii, stamtąd udał się do rodziny w Saratowie. Odbył podróż do Azji Środkowej i na Kaukaz. W 1915 roku Nawaszin oferował mu możliwość pracy w pracowni botanicznej w Kijowie, jednak z powodu działań wojennych Rothert był zmuszony wyjechać do Petersburga. Pracował naukowo w tamtejszym Muzeum Botanicznym u Famincyna. Zmarł na grypę w wieku 53 lat. Został pochowany w Petersburgu.
Ożenił się z Olgą z Segelów, małżeństwo było bezdzietne.
Był członkiem korespondentem (1899) i członkiem czynnym (od 1912) Akademii Umiejętności, członkiem Ryskiego Towarzystwa Przyrodniczego (Rigaer Naturforscher Verein, od 1909), członkiem korespondentem Niemieckiego Towarzystwa Botanicznego (Deutsche Botanische Gesellschaft, od 1908), członkiem zwyczajnym Towarzystwa Naukowego Warszawskiego (od 1911).

## Dorobek naukowy
Opublikował 62 prace naukowe w języku niemieckim, rosyjskim i polskim. Zajmował się anatomią i fizjologią roślin, miał też w dorobku prace florystyczne i systematyczne.
Na jego cześć nazwano gatunki Crepidomanes rothertii, Trichomanes rothertii i Sparganium rothertii.

## Wybrane prace
- Vergleichend-anatomische Untersuchungen über die Differenzen im primären Bau der Stengel und Rhizome krautiger Phanerogamen, nebst einigen allgemeinen Betrachtungen histologischen Inhalts. Dorpat, 1885
- Ueber die Wirkung der Decapitation auf einige Pflanzenorgane, 1893
- Rozwój zarodni u grzybów z rodziny Saprolegnijowatych (Saprolegnieae). Rozprawy i sprawozdania z posiedzeń Wydziału Matematyczno-Przyrodniczego 17, 1888
- О движении у высших растений: Вступ. лекция, прочит. 22 сент. 1889 г. Казань: тип. Ун-та, 1890
- Курс физиологии растений. Лекции, ч. 1. Казань: тип. Ун-та, 1891
- Ueber das Vorkommen der Elodea canadensis Rich. in den Ostseeprovinzen. Sitzungsbcrichten der Dorpater Naturforscher-Gesellschaft ss. 300-302, 1892
- О гелиотропизме. Казань, 1893
- Ueber Heliotropismus. Breslau: Kern, 1894
- O heliotropizmie u roślin. Wszechświat, 1895
- О паразитизме ротатории Notommata Wernecki в водоросли Vaucheria. Труды Общества естествоиспытателей при Императорском Казанском университете 30 (3), 1-18, 1896
- Zur Kenntnis der in Vaucheria- Arten parasitierenden Rotatorie Notommata Wernecki Ehr. Zool. Jahrb. Abt. f. System 9 (6), ss. 673-713, 1896
- O budowie błony naczyń roślinnych, 1899[5]
- Roślina, jej budowa i życie. W: Encyklopedia Rolnicza. Warszawa, 1900
- Die Sporenentwicklung bei Aphanomyces. Flora 92, ss. 293—301, 1903
- Übersicht der Sparganien des Russischen Reiches (zugleich Europa's), 1910
- Neue Untersuchungen über Chromoplasten, 1914
- Gewebe der Pflanzen W: Eugen Korschelt, Gottlob Eduard Linck: Handwoerterbuch der Naturwissenschaften, Band 4. G. Fischer, 1913
- Beobachtungen an Lianen, 1913
- О дегенерации и регенерации бактерий: Дис. на степ. д-ра мед. К.А. Ротерта. Санкт-Петербург: тип. Ф. Вайсберга и П. Гершунина, 1902